# Serge Cordellier
Pour les articles homonymes, voir Cordellier.
 (janvier 2024).
La mise en forme du texte ne suit pas les recommandations de Wikipédia : il faut le « wikifier ».
Les points d'amélioration suivants sont les cas les plus fréquents. Le détail des points à revoir est peut-être précisé sur la page de discussion.
- Les titres sont pré-formatés par le logiciel. Ils ne sont ni en capitales, ni en gras.
- Le texte ne doit pas être écrit en capitales (les noms de famille non plus), ni en gras, ni en italique, ni en « petit »…
- Le gras n'est utilisé que pour surligner le titre de l'article dans l'introduction, une seule fois.
- L'italique est rarement utilisé : mots en langue étrangère, titres d'œuvres, noms de bateaux, etc.
- Les citations ne sont pas en italique mais en corps de texte normal. Elles sont entourées par des guillemets français : « et ».
- Les listes à puces sont à éviter, des paragraphes rédigés étant largement préférés. Les tableaux sont à réserver à la présentation de données structurées (résultats, etc.).
- Les appels de note de bas de page (petits chiffres en exposant, introduits par l'outil «  Source ») sont à placer entre la fin de phrase et le point final[comme ça].
- Les liens internes (vers d'autres articles de Wikipédia) sont à choisir avec parcimonie. Créez des liens vers des articles approfondissant le sujet. Les termes génériques sans rapport avec le sujet sont à éviter, ainsi que les répétitions de liens vers un même terme.
- Les liens externes sont à placer uniquement dans une section « Liens externes », à la fin de l'article. Ces liens sont à choisir avec parcimonie suivant les règles définies. Si un lien sert de source à l'article, son insertion dans le texte est à faire par les notes de bas de page.
- La présentation des références doit suivre les conventions bibliographiques. Il est recommandé d'utiliser les modèles {{Ouvrage}}, {{Chapitre}}, {{Article}}, {{Lien web}} et/ou {{Bibliographie}}. Le mode d'édition visuel peut mettre en forme automatiquement les références.
- Insérer une infobox (cadre d'informations à droite) n'est pas obligatoire pour parachever la mise en page.

Pour une aide détaillée, merci de consulter Aide:Wikification.
Si vous pensez que ces points ont été résolus, vous pouvez retirer ce bandeau et améliorer la mise en forme d'un autre article.
 (janvier 2024).
- Si vous ne connaissez pas le sujet, laissez ce bandeau (vous pouvez alors contacter les auteurs).
- Si vous supprimez le contenu mis en cause (vous pouvez préalablement contacter les auteurs),

argumentez précisément cette suppression dans la page de discussion
(un manque de référence n'est pas un argument ; une recherche réelle de référence doit avoir été effectuée, être formellement documentée).
 (janvier 2024).
 (janvier 2024).
L'article doit être relu — et modifié si nécessaire — par des contributeurs indépendants pour apporter un regard critique aux contributions effectuées en violation des conditions d'utilisation de Wikipédia, tant sur la forme (notamment concernant le style encyclopédique, la proportionnalité) que sur le fond (la neutralité de point de vue, la qualité et l'indépendance des sources).
Serge Cordellier est un auteur, éditeur, militant de gauche et agro-économiste, né le 13 février 1951 à Jouy-sur-Morin (Seine et Marne) et mort le 7 mars 2023 à Paris.
Militant et fondateur de nombreuses organisations agricoles et rurales, il est considéré comme une personnalité importante ayant œuvré sans compter pour le développement rural en France et pour le rapprochement des différentes familles associatives et syndicales d'appartenance rurale.

## Biographie

### Jeunesse et formation
Descendant d'une mère ukrainienne ayant connu le stalinisme et la guerre 1939-1945 et d'un père, petit exploitant en Seine et Marne, Serge Cordellier grandit dans une famille d'agriculteurs installée à Jouy-sur-Morin. Après une classe préparatoire d'agronomie au lycée de Fontainebleau, il entre à l'école d'agronomie en 1971 (fusion de l’INA de Paris et Grignon - Institut national agronomique Paris-Grignon).
Entre 1973 et 1974, il est auditeur libre à l’IEDES. En 1974-75, il achève le troisième cycle de géographie humaine à l’université de Paris I avec l'obtention d'un DEA. En 1980-81, il obtient un second DEA en sociologie rurale à l’université Paris X.
Durant sa jeunesse, Serge Cordellier s'engage en tant que militant en faveur de plusieurs causes notamment aux Cahiers de Mai. Sous l'influence de François Colson, son directeur de recherche, il effectue son stage de fin d'études d'ingénieur agronome avec pour sujet « Les grands élevages de porcs du nord Finistère ». Son travail fera l'objet d'une publication à l'INRA[réf. nécessaire].

### Ingénieur d’études économiques
Sur la période 1975-76 et 1978-80, Serge Cordellier est ingénieur d’études économiques et chargé de mission de coordination et de formation à l’Institut technique du porc. Il est détaché auprès de la Fédération nationale porcine (FNP). Dans le cadre de la Coopération technique, il devient formateur-chercheur à l’Institut de planification et d’économie appliquée (ITPEA) d'Alger. Il participe aux travaux du CEDETIM. Au retour d'Alger, un livre paraît aux éditions Maspero sous le titre « L’Algérie en débat ». Serge Cordellier garde de ce passage en Algérie un souvenir marqué qui forgera son engagement pour une solidarité internationale entre le Nord et le Sud.

### Appui à la gauche paysanne
Observateur de la politique agricole et des élections au sein des Chambres d'Agriculture entre 1983 et 2019, Serge Cordellier produit plusieurs articles. Dans son analyse de l’histoire de la paysannerie de gauche, il souligne, du fait de leurs origines différentes, l’incapacité de rapprochement entre la Confédération paysanne (d'origine majoritairement chrétienne) et le MODEF (d'origine laïque et communiste). Il rappelle aussi le rôle progressiste historique de la section des Fermiers et métayers au sein de la FNSEA, pilotée par les militants de gauche. Il tient aussi toujours à mettre en évidence la montée de la place des femmes dans les organisations agricoles, tant au CNJA et à la FNSEA qu’à la Confédération paysanne.
Il analyse l'importance et l’enjeu du relais de la formation des responsables, rôle assuré essentiellement par la JAC-JACF et le MRJC dans les années 50 à 70. Cette préoccupation de la formation, dans une perspective non-sectaire entre les différentes sensibilités de gauche, sera sa principale motivation pour la création de l’AFIP (Association de formation et d'information pour le milieu rural).
De la FNP à l’AFIP, pendant plus de 10 ans Serge Cordellier se crée des relations personnelles avec des militants syndicaux de la gauche paysanne. Il rédige leurs biographies en leur mémoire pour Le Maitron (dictionnaire biographique du mouvement ouvrier et des mouvements sociaux).

### Cofondateur de l'AFIP (Association de formation et d’information pour le milieu rural).
Serge Cordellier est à l'origine de la création de l’AFIP en 1981. Il en est le délégué national de 1981 à 1987. Il s'agit dans son esprit et dans celui du réseau fondateur de dépasser les sectarismes et les divisions, de favoriser la circulation et l’information, la réflexion et les débats pour encourager les alliances. Petit à petit, le réseau s'étoffe avec la création de centres AFIP en région. En 2016, la FNCIVAM fusionne avec l’AFIP et le Réseau agriculture durable (RAD) pour donner naissance au Réseau CIVAM.
En octobre 1984, il contribue à la création du bulletin Transrural Express qui se transforme en 1993 en Transrural Initiatives porté par l’AFIP et les CIVAM. En 1985, il est aussi l’un des acteurs, aux côtés de Jacqueline Mengin, de la création du CELAVAR (Centre d'initiatives pour valoriser l'agriculture et le milieu rural). Dans les deux cas, il souhaite faire coopérer différents réseaux ayant des objectifs communs, tout en dépassant l’esprit de chapelle qui, souvent, les pénalise[réf. nécessaire].

### Directeur littéraire et éditeur aux éditions La Découverte
Il rejoint en 1987 les éditions La Découverte où il suit la même carrière que François Maspero. Lors de ses années passées dans l’édition, Serge Cordellier est à l’origine de nombreuses publications, en particulier en tant que directeur des collections « L’État du monde » avec ses déclinaisons... « L’État de la France » et autres éditions. Ces collections associent à chaque édition une soixantaine de rédacteurs et collaborateurs. La philosophie de « L’État du Monde », est orientée vers l'actualité et souligne le besoin de comprendre les enjeux internationaux dans leur complexité. Cette collection permettra de mettre en évidence non seulement les inflexions, mais aussi les continuités des tendances à l’œuvre, que ces dernières concernent les sociétés, la géopolitique, l'économie ou la politique. Le nouvel état du monde est publié une première fois à l'automne 1999 et traduit en plusieurs langues. Il constitue un outil de travail important et s'inscrit dans la durée comme un livre de référence[réf. nécessaire]. Avec François Gèze, directeur à l'époque des éditions La Découverte, Serge Cordellier souhaite faire évoluer L’État du Monde vers le statut de collection faisant autorité[réf. nécessaire].

### Une activité éditoriale et rédactionnelle intense
À partir de 2005, Serge Cordellier apporte sa contribution à de nombreuses études et travaux en revenant aux sources du développement rural et agricole. Sous forme d'études, notamment historiques sur les courants qui ont traversé la JAC puis le MRJC, sous la forme d'interventions en tant que consultant du cabinet « TransFormation Associés » basé à Thoard. Il est également conférencier - enseignant pour l'ESA-INAPG en lien avec l'université de Grenoble. Il contribue également pour le Maitron, la Coordination SUD, pour les revues Alternatives internationales, Revue Pour [GREP], Transrural Initiatives… Le fonds d'archives de Serge Cordellier est consultable à Centre d'histoire du travail situé à Nantes dans l'ancien « bâtiment des Ateliers et Chantiers ».  

## Ouvrages
- L’État du monde 1989-1990[4] - (annuaire économique et géopolitique mondial) La Découverte. (Ouvrage collectif) : Serge Cordellier sera responsable de la collection de 1989 à 2005)
- L’État du monde Junior, La Découverte. 1992[5]
- L'Islamisme[6], La Découverte. 1994
- Nations et nationalismes[7], La Découverte. 1995
- La fin du tiers monde ?[8], La Découverte. 1996
- Mondialisation, au-delà des mythes[9], (sous la direction de) La Découverte. 1997
- La Terre vue du Ciel. La Martinière. 1999. (Préface et coordination d’articles) de Yann Arthus-Bertrand.
- Chronologie du monde au XXe siècle 1880-2004[10]. Avec François Sirel La Découverte, 2004
- Dictionnaire historique et géopolitique du 20e siècle[11]. La Découverte, 2000 - Éditions refondues en 2003, 2006 et 2007 (1 500 notices, 200 spécialistes, une chronologie de 1000 entrées)
- L’État de la France[12], La Découverte. (un numéro par an de 1994 à 2005)

## Articles et publications
- Rédaction d'articles des Cahiers de mai (1968-1974) - Participation à de nombreux papiers collectifs (tous anonymes).
- Les grandes unités de production du Finistère. Étude sur les conditions et les limites de l’industrialisation de l’élevage. Publiée par l’INRA (en col.). 1974
- Étude sur la commercialisation et la mise en marché des produits d’élevage en Bretagne. Rapport publié « Les marchés au cadran bretons » 1975
- Méthodologie pour une identification des systèmes de production en milieu rural (en col.) Secrétariat d’État au Plan, Alger. 1977
- Étude sur les conditions techniques et les coûts de production de l’élevage danois, publiée conjointement par le Centre français du commerce extérieur, la FNCBV (Fédération nationale de la coopération bétail et viande) et la FNP - Fédération nationale porcine. 1979
- Responsable de rédaction de la collection « Chemises AFIP – Matériaux pour la formation » de 1981 à 1987
- Concepteur et rédacteur associé à la revue bimensuelle - TransRural Express (1993), devenue Transrural Initiatives[13]
- Contribution au lancement de l’« Atlas des peuples » inauguré en 1991 par l’Atlas des peuples d’Europe centrale d’André Sellier et Jean Sellier[14]
- Origine, originalité et actualité de la Promotion collective agricole, Journée d'étude du CELAVAR, Paris, 13 septembre 2007
- Fondements et actualité de l'économie sociale, Journée de formation continue pour enseignants en histoire des lycées de l'académie de Picardie, Guise (Aisne), Rectorat d'Amiens, 2007
- JAC‑F / MRJC et transformation sociale. Histoire de mouvements et mémoires d'acteurs (1945‑1985), 2008[15]
- Projets associatifs et logiques et marché, CPCA - 2009[16]
- Organisation non gouvernementale françaises. État des lieux, nouveaux défis. Réflexion collective et prospective. Rapport final. Coordination SUD, 2009[17]
- Rapport (interne) Comment mieux formuler l'innovation des SCIC ?, CG SCOP, FD CUMA Coopérative d'utilisation de matériel agricole, 2009[18]
- Making‑of du processus d'écriture collective commandité par la Fédération des conseils de parents d'élèves pour la rédaction de son manifeste Ambitions FCPE. Des couleurs pour I'Ecole, FCPE, 2009.
- Rapport « Défi' Entreprendre ». Actes des journées 2009. Mobiliser et accompagner autrement les bénéficiaires du RSA,Conseil départemental des Vosges, 2010
- Rapport sur le surendettement des jeunes dans le département de la Marne, Association Noël Paindavoine, Reims, 2011
- Articles biographiques pour Le Maitron sur : Antoine Planèze[19], Paul Le Saux[20], Guy Le Fur[21], Joseph Bourgeais[22], Bernard Thareau[23], Alain Brunel[24], Amand Chatellier[25], Marcel Louison[26], Joseph Le Dren[27], in Dictionnaire biographique du mouvement ouvrier et du mouvement social français "Maitron" - 2016
- « Élections professionnelles agricoles et conceptions de l’entreprenariat (1983-2007) » in Bertrand	Hervieu, Nona Mayer, Pierre Muller, François Purseigne, Jacques Rémy (sous la dir. de), Mondes agricole en politique, Presses de Sciences Po (en collab. avec Roger Le Guen) - 2010[28]
- Articles pour Alternatives Internationales : « 1955 : naissance de l'altermondialisme d’État »[29] - «Altermondialisme : crise de croissance ?»[30] - « Naissance de la galaxie altermondialiste »[31]. - « Réseaux Patchwork »[32] - « Un autre imaginaire politique doit émerger » (entretien avec Patrick Viveret)[33] - « 1933 : Staline affame l'Ukraine »[34].
- Articles pour la revue POUR, revue du GREP (Groupe Ruralités, Éducation et Politiques) : « Organisations professionnelles agricoles : histoire et pouvoirs »[35] - « Syndicalisme : du monopole au pluralisme »[36] - « Les organisations syndicales « minoritaires et la Profession »[37] - « L'émergence de groupes promouvant des systèmes de production "différents" »[38] - « Le système le plus complexe et le plus efficace d'Europe » Bertrand Hervieu, Propos recueillis par Serge Cordellier[39] - « Femmes de dirigeants paysans »[40]. - « Les associations agricoles et rurales, l'État et les politiques publiques ».[41] « À lire : « François Maspero et les paysages humains »[42]. "Élections aux chambres d'agriculture 2013 : un paysage syndical stabilisé"[43]. - « Autonomie, dépendance et division du travail paysan »[44] - « Jean-Yves Griot et la naissance d'une « agriculture durable »[45]. - « A lire » : « Quand la gauche se réinventait, Le PSU, histoire d’un parti visionnaire (1960-1989) » de Bernard Ravenel.[46] - « A lire » : "Être paysans ensemble. 1960-1990 - Une page de l’histoire du syndicalisme paysan dans la Drôme"[47].
- Articles pour la Revue Internationale de l’Économie Sociale (RECMA) : « Une histoire de la coopération agricole de production en France »[48]. - Note de lecture : « La JEC - jeunesse étudiante chrétienne : des origines aux années 1970 »[49] - « Éducation populaire : « Non, l’engagement n’a pas régressé, mais il a changé de formes »[50]
- Articles pour la Revue Transrural Initiatives (parmi lesquels) : "PCA, FONJEP, MAD (Mise à disposition), animation rurale ... : de quoi parle-t-on ?"[51] - « Syndicalisme agricole : de l'unité paysanne proclamée au pluralisme »[52] - « Mener de front contestations et négociations ». (Entretien avec Régis Hochart, porte-parole national de la Confédération paysanne), 19 déc. 2004. N° 324, p.4. - « La Coordination Rurale mord sur l'électorat de la Confédération paysanne ». 3 fév. 2007. N° 327, pp.1-2. - « Alexis Gourvennec, précurseur d'un libéralisme à tout crin »[53]. « Mai 68 aux champs. Une période de mutations et de ruptures ».[54]